# Аделофаги
Аделофа́ги (лат. adelofagi, adilofagi от др.-греч. ἄ-δηλος — «неизвестный, таинственный, невидимый, незаметный» + др.-греч. φάγος — «любитель поесть») — еретики конца IV века, описанные Филастрием в книге «Liber de Haeresibus» и Августином в книге «De Haeresibus ad Quodvultdeum Liber Unus»; у первого автора это 86 ересь, у второго автора это 71 ересь. Филастрий и Августин для данных еретиков не употребляют никакого имени. Филастрий и Августин пишут, что эти еретики учат следующему — христианин должен есть пищу скрыто от остальных людей, нехристиан; эти еретики правильно думают об Отце и Сыне, но Духа не считают существом. Филастрий сообщает, что данные еретики для обоснования своего учения о невкушении пищи с нехристианами ссылались на Священное Писание, в частности на Третью книгу Царств. В Третье книге Царств рассказывается о том, как Иеровоам I поставил идолы и совратил евреев к идолослужению. Бог посылает пророка, который приходит к Иеровоаму из Иудеи, пророк грозно обличает Иеровоама, после чего жертвенник для идолослужения распадается, а рука Иеровоама, которая приносила жертвы идолам, становится парализованной. Иеровоам просит пророка помолиться о нём Богу, так как рука его одеревенела. Пророк возносит молитву, рука получает исцеление. Царь приглашает пророка войти в его дом, Иеровоам хочет одарить пророка, напоить и накормить его. Пророк отказывается и произносит следующие слова: «хотя бы ты давал мне полдома твоего, я не пойду с тобою и не буду есть хлеба и не буду пить воды в этом месте, ибо так заповедано мне словом Господним: „не ешь там хлеба и не пей воды и не возвращайся тою дорогою, которою ты шел“» (3Цар. 13:8). Процитированными словами пророка аделофаги и обосновывали запрет на вкушение пищи с язычниками, идолослужителями и нехристианами.
В более позднее время, в анонимном трактате, известном как «Предестинат» (лат. Praedestinatus — «предопределенные»), автор которого ссылается на Филастрия и Августина, данные еретики названы лат. adelofagi, adilofagi. В «Предестинате» автор сообщает, что единственной причиной отделения аделофагов от Церкви было их нежелание вкушения пищи вместе с нехристианами; Троицу аделофаги исповедовали как единое существо; вместе с аделофагами был епископ Эфесский.